# 吉野鉄道テハ1形電車
吉野鉄道テハ1形電車（よしのてつどうテハ1がたでんしゃ）は、吉野鉄道（現在の近鉄吉野線の前身）が保有した電車の1形式である。本項では同一の車体構造を持つテハニ100形・ホハ11形・ホハニ111形なども含めて記す。

## 概要
現在の近鉄吉野線は、吉野軽便鉄道（1913年に吉野鉄道に社名変更）により1912年に鉄道院和歌山線吉野口駅から吉野駅（現在の近鉄六田駅）間が開業し、さらに吉野口駅から高市郡方面に延伸し鉄道院桜井線畝傍駅へ接続するとともに、1923年12月5日に吉野口駅 - 橿原神宮前駅間を開業させる際、輸送力を増強させる為全線を電化させる事とした。その電化に際し製造されたのが本系列である。

## 車種構成
本形式およびその同系車は、以下のように構成される。
1923年竣工
- テハ1形 制御電動車(Mc)
  - テハ1 - 6

- テハニ100形 制御電動車(Mc)
  - テハニ100 - 101

1924年3月竣工
- ホハ11形 付随車(T)
  - ホハ11 - 16

- ホハニ111形 付随車(T)
  - ホハニ111 - 112

製造はいずれも川崎造船所となっている。

## 車体
4形式ともダブルルーフ、妻面がフラットな非貫通3枚窓を持った16 m級の木造車であった。全車とも3扉だったが、荷物室がないテハ1形・ホハ11形と荷物室付きのテハニ100形・ホハニ111形では側面が異なっており、前者は1D232D232D1、後者は荷物室がある方からd1D'1D1332D1(D'は手荷物用扉で両開き)となっている。連結緩衝装置は、当初バッファー付きスクリュータイプであった。

## 主要機器
主電動機はウェスティングハウス・エレクトリック(WH)製のWH-540JD6であり、41 kWのものを4基搭載する。制御器はHL形で、ブレーキは非常直通ブレーキを採用している。当時、大阪鉄道の車両の電装品は輸入品を使用していた。それに対し本系列の制御器やブレーキなどはすべて国産品を使用した。
台車は鉄道省TR10系を装備している。

## 改造・改番
1941年に関西急行鉄道（関急）が成立すると、本系列は形式称号を整理する為1942 - 1943年にかけて改番を実施した。それにより下記のようになった。なおこの時ホハ11形とホハニ111形は制御車に改造されている。
テハ1形テハ1 - 6 → モ5151形5151 - 5156
テハニ100形テハニ100 - 101 → モニ5161形5161 - 5162
ホハ11形ホハ12・14・16 → ク5421形5421 - 5423
ホハニ111形ホハニ111 - 112 → クニ5431形5431 - 5432
その後戦争末期にはモ5151形とモニ5161形にMGを搭載する工事を行っている。その後1944年にモ5153は事故を起こし、主電動機などを取り付けないまま制御車代用として使用されていたが、1957年に正式に制御車に形式変更している。
モ5151形5153 → ク5151形5153
1955年にはモ5601形の鋼体化時に3両編成を組む付随車が必要になった事から、本系列からも2両が鋼体化されることになった。対象となったのはモニ5161形5161とクニ5431形5432であり、半鋼製の車体に載せ替え、両側貫通となり側面窓配置は1D6D6D1となった。また南大阪線系統で最初に蛍光灯化された車両となった。この工事によりサ5701形になっている。このうちサ5702は、書類上モニ5162の鋼体化となっている。
モニ5161形5161 → サ5701形5701
クニ5431形5432 → サ5701形5702
一方、1956年には伊賀線に転属していたモニ5161形5162が改番され、モニ5171形になった。なお書類上ではクニ5432がモニ5162の機器を流用して電装化した扱いになっている。
モニ5161形5162 → モニ5171形5171
なお、改造時期は不明ながら1960年時点で現存していた車両については全車ともA動作弁のA自動空気ブレーキに交換されている。

## 運用
当初は現在の吉野線で運用されていたが、改番されてからモ5151形・モ5161形は道明寺線・御所線などで使用される事が多かった。ク5421形の全車とクニ5431形5431は1940年に名古屋線強化のため同線へ転出、養老線・伊勢線で主にモ5121形と組み使用された。モ5151形モ5153・5156・クニ5431形5432は1942 - 1944年に輸送力増強のため伊賀線に転属し、サ5701形になったク5432を除き晩年まで同線において使用された。モニ5161形5162は1955年に伊賀線に転属、翌年には前述の通り改番が行われた。鋼体化したサ5701形はモ5601形改めモ5801形と共に3両編成を組み南大阪線系統で使用された。

## 廃車・譲渡
ホハ11形のうち、11・15は大阪電気軌道合併後の1933年に一畑電気鉄道に譲渡されクハ100形(I)クハ102・103となり、1958年クハ105・106に改番され1960年に廃車となった。13については1933年に定山渓鉄道に譲渡、制御車に改造されクハ501となった。その後1960年に客・手荷物合造車クハニ501に改造され同鉄道廃止まで残存していた。
名古屋線に転属したク5421形とクニ5431形5431は、いずれも1959年に廃車となり台車はモニ6231形に流用されている。
モ5151形のうち南大阪線系統に残存していた5151・5152・5154・5155は、木造車を全廃する方針から1960年3月12日付ですべて廃車となっており、台車は同時期に南大阪線系統に戻ったク6511形ク6511 - 6514に転用されている。一方、伊賀線に転属した5153・5156・モニ5171についても5153が1960年10月31日付、それ以外は1961年9月30日付で廃車となった。
最後まで残ったサ5701形2両も、1971年11月30日付で廃車となり消滅した。